# Les Troyennes
Pour le film, voir Les Troyennes (film).
Les Troyennes (en grec : Τρῳάδες / Trōiádes) est une tragédie d’Euripide, représentée pour la première fois durant les Grandes Dionysies du printemps de 415 av. J.-C.
La particularité des Troyennes réside dans son appartenance à une trilogie : alors que l’Alexandros traite des origines de la guerre de Troie, l’action du Palamède se déroule pendant le siège de la ville (un peu avant les événements narrés dans l’Iliade) ; les Troyennes clôt la trilogie en évoquant le sort des dernières survivantes d’Ilion après la prise de la ville par les Grecs.
Les événements des Troyennes sont légèrement antérieurs à ceux traités dans l’Hécube.

## Personnages
- Poséidon (dieu)
- Athéna (déesse)
- Hécube (reine de Troie, veuve de Priam)
- Talthybios (héraut grec)
- Cassandre (fille d’Hécube, grande prêtresse d’Apollon)
- Andromaque (veuve d’Hector, belle-fille d’Hécube)
- Ménélas (roi de Sparte, époux d’Hélène)
- Hélène (épouse de Ménélas)
- Le chœur de captives troyennes
- Astyanax (fils d'Andromaque et d'Hector)

## Résumé de la pièce
Lieu du drame : dans le camp grec, devant Troie. Plusieurs tentes au fond de la scène.
- Prologue : Poséidon ouvre le drame en évoquant la naissance de Troie et la prise de la ville par les Grecs grâce au stratagème du cheval de Troie. Il rappelle les horreurs perpétrées au sein du camp troyen : la mort de Priam, le sort tragique des Troyennes destinées à finir esclaves, le meurtre de Polyxène (fille d’Hécube) sur la tombe d’Achille, les futures noces sacrilèges de Cassandre, prêtresse consacrée d’Apollon, avec Agamemnon (chef grec). Athéna entre en scène et propose à Poséidon une alliance destinée à châtier les Grecs en punition de leurs impiétés commises lors de la prise de Troie. Lamentations et chant tragique d’Hécube.
- Chant d’entrée du chœur (ou parodos) : dialogue parlé et lyrique entre Hécube et le chœur. Appréhension de toutes.
- Premier épisode : Talthybios vient révéler aux Troyennes le nom de leurs nouveaux maîtres respectifs : Cassandre est destinée à devenir la nouvelle épouse d’Agamemnon ; Andromaque devra se soumettre à Néoptolème, fils d’Achille, tandis que le sort d’Hécube échoit à Ulysse, son pire ennemi. La mort de Polyxène n’est pour l’instant dévoilée qu’en partie. Cassandre surgit sur scène en dansant, parée de ses insignes de prêtresse : sous l’empire d’un soudain délire propre aux Ménades, elle entonne un chant à la gloire de ses pseudo-noces royales, puis prophétise la ruine prochaine de la maison de son futur époux. Elle met ensuite Ilion à l’honneur en comparant les situations achéenne et troyenne durant la guerre. Après quelques ultimes prédictions sur le sort de sa mère et les malheurs que traversera Ulysse sur le chemin qui relie Troie à Ithaque (cf. les événements de l’Odyssée), elle est emmenée par Talthybios vers le navire de son nouveau maître. Hécube clôt ce premier épisode en retraçant dans les larmes son bonheur passé et ses malheurs présents.
- Premier chant du chœur (ou premier stasimon) : ode dédiée à Troie à travers l’évocation de la prise de la ville.
- Deuxième épisode : c’est au tour d’Andromaque d’entrer en scène, accompagnée de son jeune fils Astyanax. Le bouclier d’Hector est à leurs côtés. La jeune mère entonne un chant stichomythique plaintif avec Hécube avant de lui dévoiler l’égorgement de Polyxène offerte au défunt Achille ; cette révélation entraîne une discussion sur la misère et le désespoir humain. Survient Talthybios, honteux du nouvel ordre à accomplir : le jeune Astyanax, dernier survivant mâle de la race troyenne, doit périr, jeté du haut des tours de la ville. Adieux larmoyants et dénonciation virulente des cruautés grecques par la mère précèdent le départ du garçon.
- Deuxième chant du chœur (ou deuxième stasimon) : chant onirique dédié à Troie dévastée.
- Troisième épisode : un épisode qui met en scène la confrontation d’Hécube avec les deux principaux protagonistes de la guerre (au dire des personnages) : le piètre Ménélas, qui affirme son intention de tuer sa femme – la cause de tous les malheurs passés et présents – dès son retour en Grèce, et la hautaine Hélène qui va tenter de défendre sa cause. Un long agôn dont Ménélas se fait juge oppose donc l’épouse adultère à la vieille reine qui demande la réplique. Le débat s’achève sur la victoire morale d’Hécube ; un succès dont le caractère éphémère ne fait cependant aucun doute.
- Troisième chant du chœur (ou troisième stasimon) : chant de regret et d’adieu à Ilion.
- Exodos (ou scène finale) : le corps déchiqueté d’Astyanax est amené auprès d’Hécube : forcée de suivre Néoptolème qui voulait lever les voiles, Andromaque a laissé le soin à la vieille reine de s’occuper de la sépulture de son jeune fils. Le drame se clôt sur l’incendie final de Troie commandé par le héraut grec, auquel répondent les lamentations des dernières Troyennes contraintes de suivre leurs nouveaux maîtres.

## Analyse
Au niveau formel, la particularité des Troyennes réside dans sa linéarité : l'intrigue est pour ainsi dire absente et laisse place à des scènes quasi individuelles, en partie fermées sur elles-mêmes. La raison de cette construction dramatique – qui a suscité bien des critiques – se trouve dans le thème même de la pièce : le poète se place dans le camp des vaincus, et ce sont les dernières heures d’une poignée de femmes devenues veuves et esclaves du jour au lendemain et qui finalement assistent à la mort de leur cité, qui sont mises en scène. L’action n’a donc pas sa place et laisse le champ libre au pathos, aux larmes et aux thrènes gémissants des Troyennes.
Autour d’Hécube, vieille et misérable reine déchue dont tout en elle – gestuelle, paroles, actes, chants – invite au pathétique, gravitent deux autres figures de femmes blessées : Cassandre, incarnation des lois divines transgressées par des hommes peu scrupuleux, et Andromaque, jeune princesse et mère qui n’entrevoit que la mort comme libération de ses maux.
L’enchaînement des souffrances entraîne le questionnement qui plane sur la plupart des tragédies grecques : qu’en est-il de la part de responsabilité humaine et divine ? Les avis des personnages sont partagés. Si les dieux représentent la cible idéale pour se délester d’une faute, ils sont fréquemment accusés à tort : les hommes ne doivent en effet bien souvent leurs misères qu’à leurs propres actes. Mais surpassant tout cela, une force supérieure régit l’existence humaine : le destin de l’homme le rattrape immanquablement, et certaines lois éternelles comme celle de la métabolè (l’enchaînement de périodes heureuses et malheureuses) ne peuvent être évitées.
Au-delà de sa dimension pathétique, la pièce constitue un vigoureux plaidoyer contre la cruauté et l’iniquité des actes des vainqueurs, ces derniers allant jusqu’à commettre des impiétés de telle nature que les dieux mêmes décident de se liguer contre les armées hellènes. Le portrait des Grecs en présence n’est qu’une galerie de vices et de tares : Ulysse, malgré sa vaillance et son héroïsme, est la perfidie incarnée ; Ménélas semble n’être qu’un piètre guerrier privé de volonté ; l’inhumanité d’Agamemnon est sous-entendue ; quant à Hélène, aucun être ne peut l’égaler sur le terrain du vice et de la tromperie.
Les Troyennes est sans doute la tragédie la plus pathétique des 19 pièces conservées d’Euripide, les chœurs et les nombreux duos ou solo chantés (en plus des chants du chœur, 6 morceaux lyriques sont insérés dans la pièce) participant inévitablement à l’émotion du spectacle. En tant que représentation publique, ce drame peut aisément se lire comme une référence aux événements qui agitaient Athènes en ces années, à savoir la volonté de conquêtes lointaines (la Sicile notamment) de la part d’hommes politiques comme Alcibiade. Un autre fait militaire peut également être mis en corrélation avec cette pièce : la prise de Mélos en 416, dont les conséquences funestes ne peuvent que rappeler le thème des Troyennes. Le glissement du tragique théâtral à la sordide réalité de la guerre ne fait aucun doute et permet de délivrer un message d'avertissement aux Grecs concernant les dérives des règles traditionnelles de la guerre, telle que la protection des non-combattants, des dérives qui apparaissent à partir de la guerre du Péloponnèse.     

## Adaptations
- Sénèque, Troades
- Sénèque, Les  Troyennes, Traduction Florence Dupont
- Jean-Paul Sartre, Les Troyennes, 1965
- Michel Cacoyannis, pièce de théâtre, Théâtre national populaire, 1965 et Festival d'Avignon, 1966
- Michel Cacoyannis, Les Troyennes (film grec), 1971
- Matthias Langhoff, Les Femmes de Troie, 1998